# Ernesto Guerra da Cal
Pour les articles homonymes, voir Guerra et Cal.
Ernesto Román Laureano Pérez Guerra, plus connu sous le nom d'Ernesto Guerra da Cal, né à Ferrol le 19 décembre 1911 et mort à Lisbonne le 28 juillet 1994, est un universitaire et écrivain espagnol, qui s'est battu durant la guerre d'Espagne dans le camp républicain.

## Biographie
Né à Ferrol, en Galice, il rejoint Madrid avec sa mère, professeure, après la mort précoce de son père.

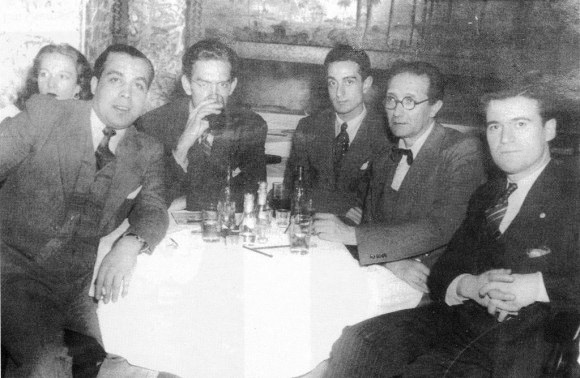
Ernesto Guerra da Cal (avec un verre à la main) avec Castelao, dans une réunion avec des amis à New York.

Il développe très tôt une conscience politique qui le porte à participer aux manifestations étudiantes contre la dictature de Primo de Rivera, au cours desquelles il est arrêté plusieurs fois.
En 1931, il rencontre le poète Federico García Lorca et partage avec lui les convictions républicaines républicaines, participant notamment aux tertulias organisées par Pablo Neruda. Il assiste à la création de la Barraca et reste en contact avec les intellectuels galiciens comme Eduardo Blanco Amor.
Lorsqu'éclate la Guerre d'Espagne, Ernesto part combattre du côté républicain avec les Milices Galiciennes.
Adhérent du PCE, capitaine de l'Armée Populaire de la République, il épouse Margarita Ucelay le 31 octobre 1936 à Valence pendant la guerre.
En 1937, la revue Nova Galiza publie son poème Marinero fusilado, sa première publication littéraire.
En 1939, il est à New York, pour une mission pour le gouvernement de la République, lorsque Franco gagne la guerre. Il reste exilié aux Etats-Unis, où il fait une grande carrière littéraire et universitaire.

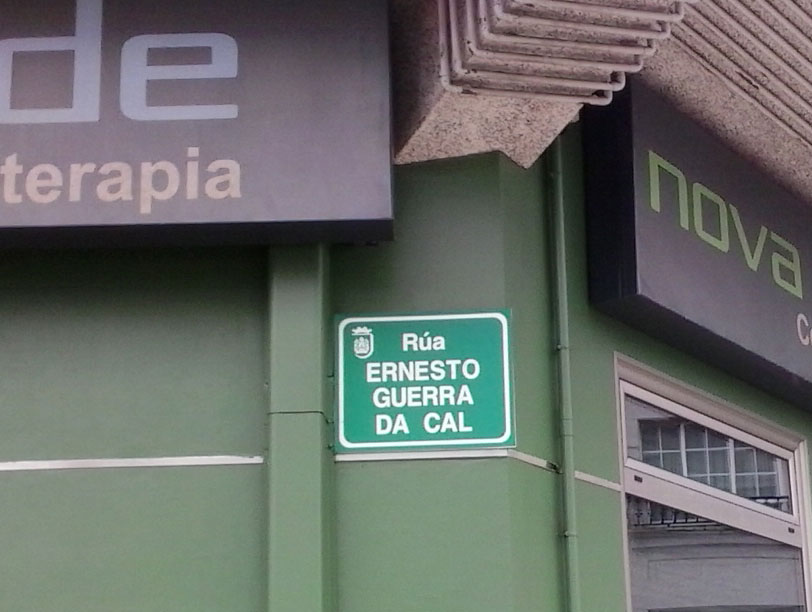
Plaque de rue, à Ferrol.

En 1977, alors retraité, il emménage à Estoril, au Portugal et publie ses dernières œuvres.
Il décède en juillet 1994, à Lisbonne, où il est inhumé.

## Postérité
- Une rue porte son nom dans la ville de Ferrol[5].